# Липинські ІІІ
Липинські III (пол.Lipiński III, Szchur, Schur-Lipiński, Szur-Lipiński, Namiot odmienny) − кашубський шляхетський герб, різновид герба Кисіль.

## Опис герба
Опис з використанням принципів блазонування, запропонованих Альфредом Знамієровським:
Липинські III (пол. Lipiński III, Szur, Schur, Schur-Lipinski, Szur-Lipiński, Namiot odmienny): У червоному полі срібний намет на золотій опорі, з банею в золотих ременях, з яблуком і хрестом на вершині. Клейнод: правиця в латах із мечем. Намет червоний, підбитий сріблом.
Липинські IIIa (пол.Lipiński III a, Szur, Szchur, Szur-Lipiński, Namiot odmienny): У червоному полі срібний намет на золотій опорі з банею в золотих ременях, із золотим кулькою на вершині. Клейнод: правиця із шаблею вліво. Намет червоний, підбитий сріблом.

## Історія
Базовий варіант згаданий у Островського (Księga herbowa rodów polskich) і Чржанського (Tablice odmian herbowych). Інший варіант вживався на печатці на межі XVIII і XIX століть.

## Гербовий рід
Липинські (Lipinski) із псевдонімом Щур (Szur).